# Hieracium macrochlorellum
Hieracium macrochlorellum là một loài thực vật có hoa trong họ Cúc. Loài này được Litv. & Zahn ex Üksip mô tả khoa học đầu tiên năm 1959.